# 申真谞朴廷桓七番大战
申真谞与朴廷桓的七番棋围棋超级对决于2020年10月19日在韩国宝岛南海郡举行，其中包括四场野外对局。本次比赛由韩国棋院主办，南海郡赞助，赛事总规模高达2亿9千万韩元，胜者将获得1500万韩元的对局费，失利者将获得500万对局费。
| 局次   | 日期     | 胜者   | 负者   | 结果            |
| ------ | -------- | ------ | ------ | --------------- |
| 第一局 | 10月19日 | 申真谞 | 朴廷桓 | 执黑267手中盘胜 |
| 第二局 | 10月21日 | 申真谞 | 朴廷桓 | 执白184手中盘胜 |
| 第三局 | 10月22日 | 申真谞 | 朴廷桓 | 执黑193手中盘胜 |
| 第四局 | 11月14日 | 申真谞 | 朴廷桓 | 执白291手半目胜 |
| 第五局 | 11月16日 | 申真谞 | 朴廷桓 | 执黑185手中盘胜 |
| 第六局 | 12月1日  | 申真谞 | 朴廷桓 | 执白226手中盘胜 |
| 第七局 | 12月2日  | 申真谞 | 朴廷桓 | 执白266手中盘胜 |